# Erich Marcks
Erich Marcks (6 de junho de 1891 – 12 de junho de 1944) foi um general alemão da Wehrmacht durante a Segunda Guerra Mundial. Ele foi o autor do primeiro esboço do plano operacional da Operação Barbarossa, dito Projeto de Operação Leste, que previu a invasão da União Soviética pela Alemanha Nazista. Nele, ele defendeu como meta para a Wehrmacht o que mais tarde ficou conhecido como linha A-A, que deveria ser alcançada num prazo de nove a dezessete semanas. Ele foi condecorado com a Cruz de Cavaleiro da Cruz de Ferro com Folhas de Carvalho.

## Carreira
Nascido em 1891, Erich Marcks entrou para o exército do Império Alemão em 1910 e lutou na Primeira Guerra Mundial. Após completar o Treinamento de Pessoal Geral, em 1917 ele foi transferido para o Corpo Imperial de Pessoal Geral. Marcks foi condecorado com a Cruz de Ferro de 2ª Classe e, em seguida, de 1ª Classe, e alocado no Supremo Comando Alemão. Depois da guerra, Marcks juntou-se aos grupos paramilitares Freikorps, e, na sequência, juntou-se ao exército da República de Weimar (Reichsheer). Entre 1921 e 1933, ocupou vários cargos de pessoal e comando e serviu no Ministério da Defesa. Em 1 de abril de 1933, depois que Hitler chegou ao poder, Marcks foi transferido para a Wehrmacht, atuando como Chefe do Estado Maior do VIII Corpo de Exército. 

## Projeto de Operação Leste

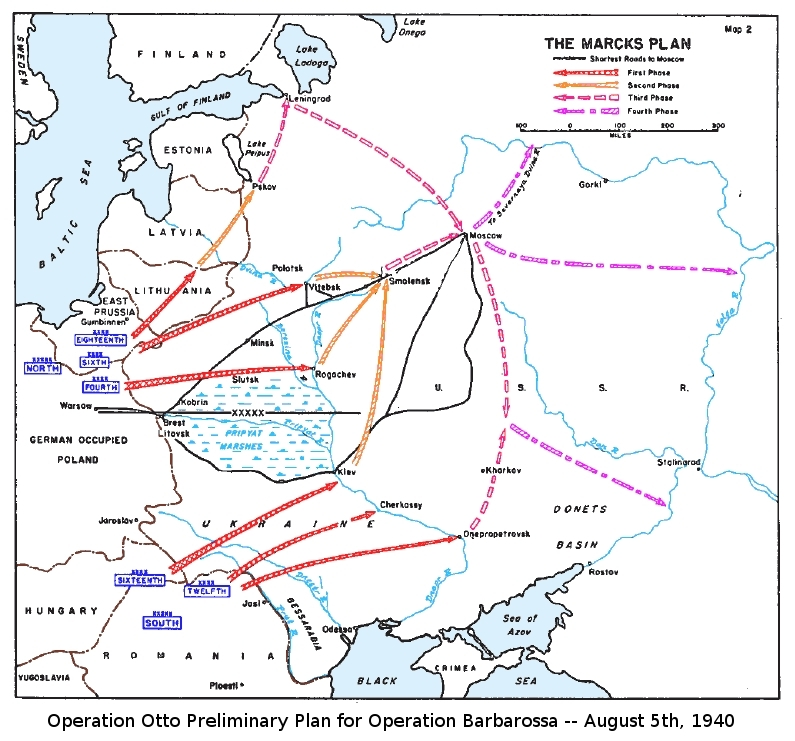
O plano de Marcks (publicado em 5 de agosto de 1940) foi o plano original para a Operação Barbarossa, a invasão da União Soviética durante a II Guerra Mundial, como retratado em um estudo do governo americano de março de 1955.

Como chefe de pessoal do VIII Corpo de Exército, Marcks tomou parte na invasão da Polônia e foi promovido a Chefe de Equipe do 18º Exército, servindo com ele durante a Batalha da França. No verão de 1940, Franz Halder, chefe geral do alto comando do exército alemão (OKH), encarregou Marcks da redação da elaboração de um plano operacional para a invasão da União Soviética. Marcks produziu um relatório intitulado Projeto de Operação Leste, e, citando a necessidade de "proteger a Alemanha contra os bombardeiros inimigos", defendeu a linha A-A como objetivo operacional para a invasão da "Rússia". Este objetivo constituía uma linha que partia de Arkhangelsk no Mar Ártico e passava por Gorky, Rostov e pelo porto da cidade de Astrakhan, na foz do Volga no Mar Cáspio. Marcks imaginou que a campanha, incluindo a captura de Moscou, exigiria entre nove e dezessete semanas para ser concluída.

## Morte
Durante a guerra, Marcks comandou várias unidades militares de tamanho variando entre divisão e corpo de exército. Durante a invasão da Normandia, em que atuou como comandante da LXXXIV Corpo de Exército, no dia 12 de junho de 1944 ele foi ferido em um ataque aéreo Aliado, morrendo no mesmo dia. Postumamente foi condecorado com as Folhas de Carvalho da Cruz de Cavaleiro da Cruz de Ferro, em 24 de junho de 1944.

## Condecorações
- Cruz de ferro (1914) 
  - 2ª Classe em 25 de setembro de 1914.[1]
  - 1ª Classe em agosto de 1915.[1]
- Fecho para a Cruz de Ferro (1939)
  - 2ª Classe em 21 de setembro de 1939 .[1]
  - 1ª Classe em 29 de setembro de 1939.[1]
- Cruz de Cavaleiro da Cruz de Ferro com Folhas de Carvalho
  - Cruz de cavaleiro em 26 de junho de 1941, como Generalleutnant e comandante da 101a Divisão de Infantaria Ligeira.[3]
  - Folhas de carvalho em 24 de junho de 1944 como general e comandante do LXXXIV Corpo de Exército.[3]